# Margot Bernice Ashwin
Margot Bernice Forde de Ashwin CBE, QSO (Wellington, 1935 – Palmerston North, 23 de junio de 1992) Palmerston North) fue una botánica, curadora, y taxónoma neozelandesa.
Concurrió al Wellington Girls’ College y a la Universidad Victoria de Wellington, estudiando historia natural y botánica.
Emprendió viajes de investigación taxonómica vegetal, en Mongolia Interior y Xinjiang en China, y en el Cáucaso.

## Algunas publicaciones
- s.e. Gardiner, margot b. Forde, c.r. Slack. 1986. Grass cultivar identification by sodium dodecylsulphate polyacry- lamide gel electrophoresis. New Zeland J. of Agri- cultural Res. 29: 193 - 206.
- susan g. Aiken, susan e. Gardiner, margot b. Forde, et al. 1978. Taxonomic implications of SDS-PAGE analyses of seed proteins in North American taxa of Festuca subgenus Festuca (Poaceae). Biochemical Systematics & Ecology 92 doi: 10.1016/0305- 90019-A
- a.l. Williams, i.r. McDonalds, margot bernice Forde. 1962. Variation of turpentine composition in five population samples of Pinus radiata. New Zeal. j. Sci. 5: 486 – 495, ilus.
- margot bernice Forde. 1958. Understanding Plant Names and their Changes. Tuatara 7 (2): 85 - 96.

## Reconocimientos
- Centro de germoplasma vegetal del Banco de Nueva Zelanda, en Palmerston North fue renombrado en su honor.[5]